# Wang Mingjuan
Wang Mingjuan, född 11 oktober 1985 i Yongzhou, är en kinesisk tyngdlyftare som tävlar i 48-kilosklassen. I världsmästerskapen i tyngdlyftning har hon vunnit fyra guldmedaljer år 2002, 2003, 2005 och 2009. Hon har vunnit två guldmedaljer i de asiatiska spelen år 2006 och 2010. Mingjuan deltog även i olympiska sommarspelen 2012 i London där hon vann guld i 48-kilosklassen.